# Josephine McKim
Josephine Eveline McKim (ur. 4 stycznia 1910 w Oil City, zm. 10 grudnia 1992 w Woodstock) – amerykańska pływaczka, medalistka olimpijska.
Specjalizowała się w stylu dowolnym. Brała udział w dwóch igrzyskach (IO 28 i IO 32), na obu zdobywała medale. W 1928 zajęła trzecie miejsce na dystansie 400 metrów kraulem, w 1932 triumfowała w sztafecie kraulowej 4 × 100 m metrów (razem z nią płynęły: Helen Johns, Eleanor Saville, Helene Madison). W 1928 płynęła w eliminacjach tej konkurencji, w finale zastąpiła ją Eleanor Garatti. Była wielokrotną mistrzynią Stanów Zjednoczonych i rekordzistką świata.
W 1991 została przyjęta do International Swimming Hall of Fame.